# George Beban
George Beban (13 de diciembre de 1873-5 de octubre de 1928) fue un actor, director, guionista y productor cinematográfico de nacionalidad estadounidense. Beban inició su carrera como actor infantil en San Francisco (California), llegando a ser un conocido actor de teatro y vodevil en los años 1890 y 1900. Se hizo conocido por encarnar a inmigrantes italianos en Estados Unidos, entre ellos sus papeles protagonistas en la obra The Sign of the Rose, así como en el clásico mudo de 1915 The Italian. A pesar de su encasillamiento en dichos papeles, Beban había nacido en San Francisco, California, no hablaba ni una palabra de italiano, y sus padres eran originarios de Dalmacia (en la actual Croacia) e Irlanda.

## Biografía

### Inicios
Beban se crio Telegraph Hill (San Francisco), y era uno de los cuatro hijos de Rocco Beban, un emigrante de origen dálmata, y Johanna Dugan, del Condado de Cork, en Irlanda. A los ocho años de edad inició la carrera teatral cantando con los Reed and Emerson Minstrels. Su talento como cantante le valió el apodo de "The Boy Baritone." Después hizo papeles juveniles para la California Theater Stock Company, en San Francisco.

### Broadway y vodevil
A los 22 años de edad, Beban empezó su carrera como actor teatral en el circuito de Broadway, en Nueva York. Participó en varias comedias musicales, y actuó con Weber y Fields, así como con Marie Cahill.  Entre las obras en las que participó Beban figuran Parrot and Monkey Time (1896, en el teatro de Sam T. Jack), A Modern Venus (1898, también en el teatro de Sam T. Jack), A Trip to Buffalo (1902), Nancy Brown (1903), Fantana (1905), Moonshine (1905–06, producción de la compañía de Marie Cahill), About Town (1906, comedia musical producida por la All Star Company de Lew Fields), The Great Decide (1906), The Girl Behind the Counter (1907–1908), The American Idea (1908, una comedia de George M. Cohan), Hokey-pokey (1912), y Anna Held's All Star Variete Jubilee (1913–1914).
George M. Cohan escribió The American Idea para que Beban hiciera el primer papel de Pierre Souchet (y Trixie Friganza la coprotagonista). Beban había interpretado previamente a personajes franceses en la producción de Marie Cahill Ben Bolt, y en la de Lew Fields About Town.
Durante muchos años, Beban fue encasillado como un actor de carácter especializado en personajes franceses. Sin embargo, no deseando volver a ser elegido para dichos papeles, Beban suplicó que se le propusieran personajes serios, en los que él pudiera interpretar caracteres humanos más completos.

### The Sign of the Rose
Finalmente, Beban escapó a los personajes franceses centrándose en una caricatura étnica diferente – el inmigrante italiano. Él estudió el lenguaje y las peculiaridades de los inmigrantes italianos observando durante semanas a trabajadores italianos construyendo un túnel entre Manhattan y Nueva Jersey. Llegó a adquirir ropas de los trabajadores, que más adelante utilizó para su personaje de The Sign of the Rose. Se utilizó un número de vodevil en el cual Beban hacía el papel de un trabajador italiano de luto por la muerte de su hijo. El sketch, escrito por él y titulado The Sign of the Rose, se adaptó al cine rodando un largometraje. La película tuvo críticas encontradas

Debido a su éxito con The Sign of the Rose, durante la mayor parte de la siguiente década Beban fue escogido para interpreter a personajes italianos, a pesar de no saber ni una palabra de italiano.

### The Italian
En 1915 Beban debutó en el cine como protagonista de la producción de Thomas H. Ince The Italian. En el film hacía el papel de Pietro "Beppo" Donnetti, un gondolero que va a los Estados Unidos a intentar hacer fortuna como limpiabotas y experimenta la tragedia en la ciudad de Nueva York. The Italian fue un éxito de crítica y público.

### Cine
El Segundo largometraje de Beban, también estrenado en 1915, fue The Alien, una versión de la pieza teatral The Sign of the Rose. En la década posterior al estreno de The Italian y The Alien, Beban fue protagonista de diferentes cintas rodadas en Hollywood, entre ellas Lost in Transit, The Land of the Free, Jules of the Strong Heart, One More American, Hearts of Men, The Greatest Love of All, One in a Million, y The Loves of Ricardo.
Además de actuar, Beban también fue director, productor y guionista de filmes como The Loves of Ricardo (actor, guionista, director, editor y productor), The Greatest Love of All (actor, guionista, director y productor), y One Man in a Million (actor, guion y director).

### Familia
Beban estuvo casado con Edith MacBride, una actriz teatral que actuó con él en las piezas Moonshine (1905–06), About Town (1906), The Girl Behind the Counter (1907-08), The American Idea (1908), y Anna Held’s All Star Variete Jubilee (1913-14). También actuaron juntos en la película de 1915 The Alien. Su hijo, George Beban, Jr., nació en 1914 y fue actor infantil, participando junto a su padre en las películas One in a Million (1921), Hearts of Men (1919), y The Alien (1915). La esposa de Beban falleció en diciembre de 1926 en la ciudad de Nueva York.

### Últimos años
Tras la muerte de su esposa, Beban se retiró del cine, yendo a vivir a Playa del Rey (Los Ángeles).
En 1927 empezó a ayudar a actores que aspiraban a iniciarse en el mundo del cine.
George Beban falleció en 1928 en el Hospital California Lutheran de Los Ángeles, California, a causa de las heridas sufridas a consecuencia de una caída de caballo ocurrida mientras se encontraba de vacaciones en Big Pine, California.

## Filmografía

### Actor
- The Italian, de Reginald Barker (1915)
- The Alien, de Reginald Barker y Thomas H. Ince (1915)
- Pawn of Fate, de Maurice Tourneur (1916)
- Pasquale, de William Desmond Taylor (1916)
- His Sweetheart, de Donald Crisp (1917)
- The Bond Between, de Donald Crisp (1917)
- The Marcellini Millions, de Donald Crisp (1917)
- A Roadside Impresario, de Donald Crisp (1917)
- The Cook of Canyon Camp, de Donald Crisp (1917)
- Lost in Transit, de Donald Crisp (1917)
- Jules of the Strong Heart, de Donald Crisp (1918)
- One More American, de William C. deMille (1918)
- When It Strikes Home (1918)
- Hearts of Men, de George Beban (1919)
- One Man in a Million, de George Beban (1921)
- The Sign of the Rose, de Harry Garson (1922)
- The Greatest Love of All, de George Beban (1924)
- The Loves of Ricardo, de George Beban (1928)

### Guionista
- The Alien, de Reginald Barker y Thomas H. Ince (1915)
- Pawn of Fate, de Maurice Tourneur (1916)
- Pasquale, de William Desmond Taylor (1916)
- His Sweetheart, de Donald Crisp (1917)
- The Bond Between, de Donald Crisp (1917)
- The Marcellini Millions, de Donald Crisp (1917)
- A Roadside Impresario, de Donald Crisp (1917)
- One Man in a Million, de George Beban (1921)
- The Sign of the Rose, de Harry Garson (1922)
- The Greatest Love of All, de George Beban (1924)
- The Loves of Ricardo, de George Beban (1928)

### Director
- Hearts of Men (1919)
- One Man in a Million (1921)
- The Greatest Love of All (1924)
- The Loves of Ricardo (1928)

### Productor
- Hearts of Men, de George Beban (1919)
- The Greatest Love of All, de George Beban (1924)
- The Loves of Ricardo, de George Beban (1928)

### Montador
- The Loves of Ricardo, de George Beban (1928)

## Galería fotográfica

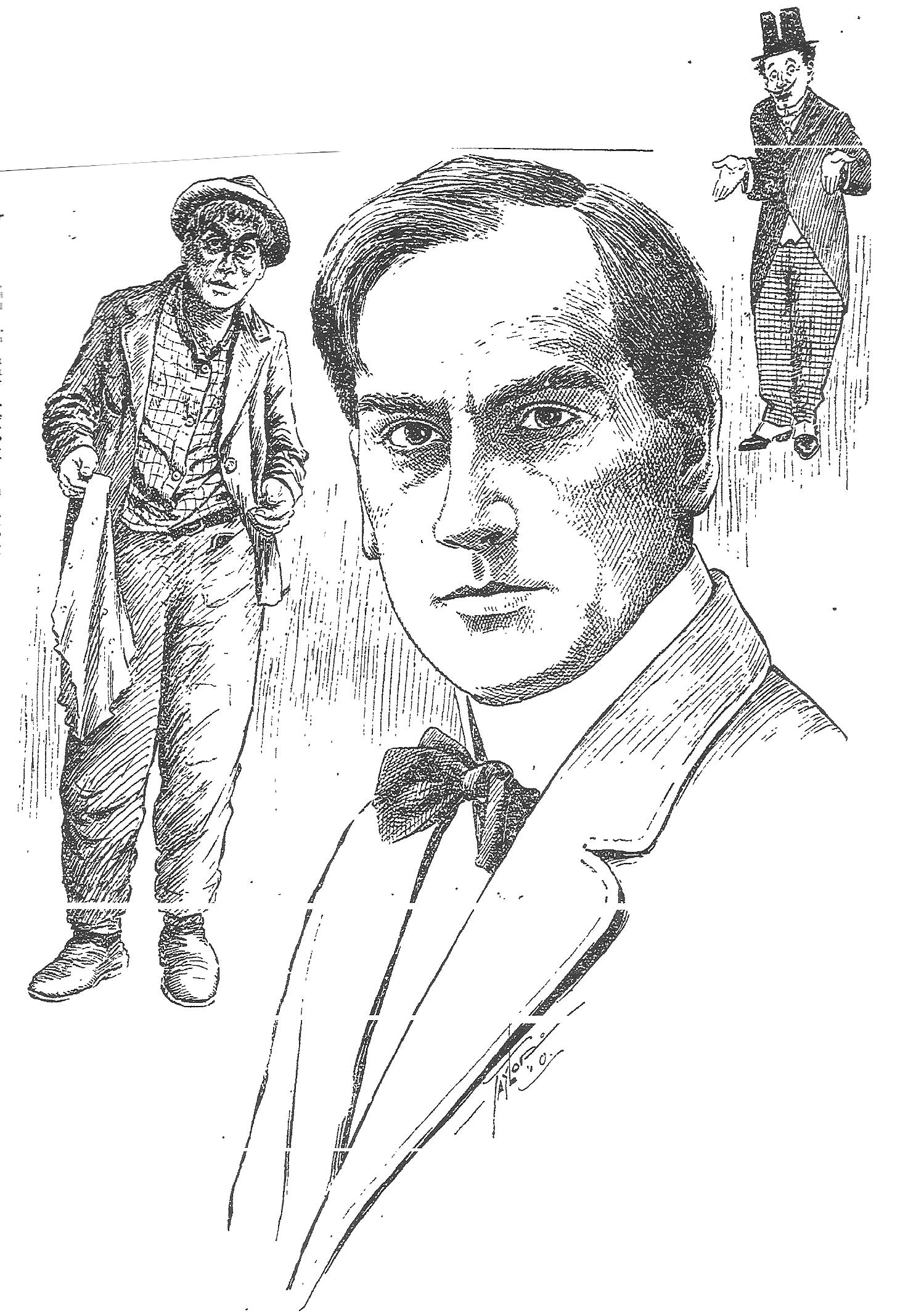
Beban en 1910
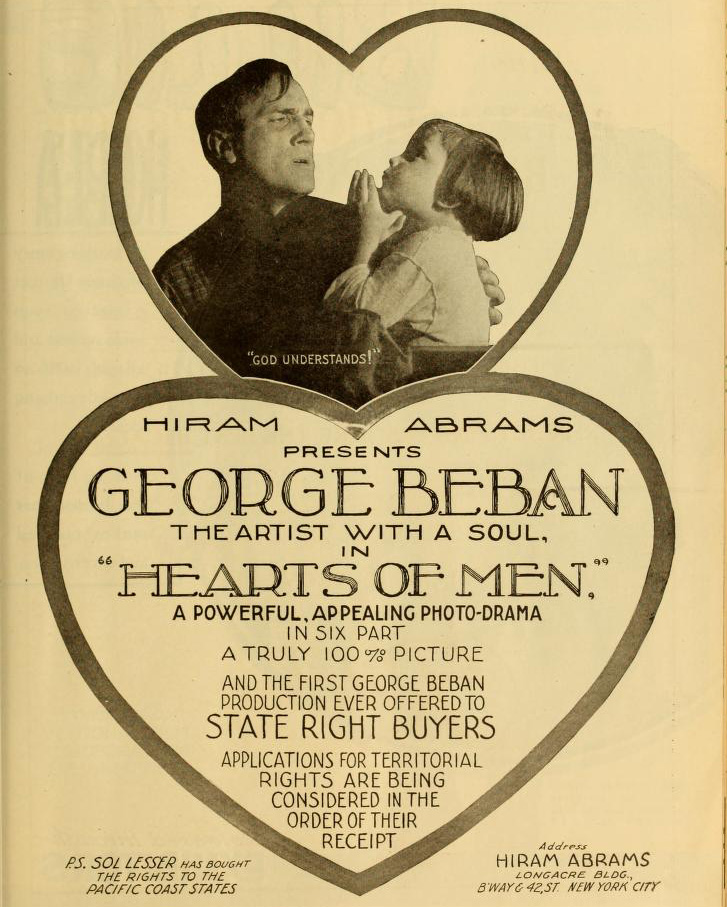
Cartel de Hearts of Men (1919)
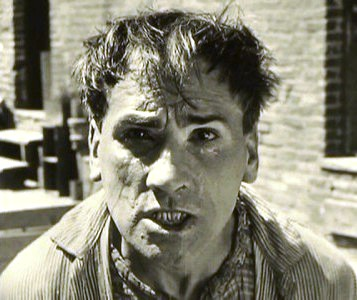
George Beban en The Italian (1915)